# Вишнёвка (Молдова)
Вишнёвка (рум. Vișniovca [viʃ.ˈniov.ka] , пол. Wiszniówka, нем. Wischniowka) — село в Кантемирском районе Молдавии. Относится к сёлам, не образующим коммуну.

## География
Находится в долине Борзешты, вблизи от муниципия Комрат, в 12 км от железнодорожной станции Яргара и 8 км от железнодорожного остановочного пункта Купораны.
Село расположено на высоте 113 метров над уровнем моря. Через село протекает река Сасэгёл, правый приток реки Ялпужель (водосборный бассейн реки Ялпуг). Речной сток регулируется водохранилищем Вишнёвка, которое расположено по течению реки ниже населённого пункта.

## История
В Планах дач генерального и специального межевания, 1746-1917 гг. записана как Новая Капаклия (Севастьяновка) вотчина Парасковьи Петровны Вишневской.
По состоянию на 1890 год волость Новая Капаклия Измаильского уезда Бессарабской губернии Российской империи
В 1902 году в селе находился телеграф[страница не указана 1723 дня].
В 1913 году Вишнёвское почтово-телеграфное отделение (начальник отделения губернский секретарь Иван Петрович Любомский) обслуживало: Бороганы, хут. Данко, Капаклию-Рэзешь, Кочулию, Шамалию. Село было причислено к Кагульскому земскому комитету, приставу 2 стана, к Леовскому мировому судье 5 участка Измаильского округа.[страница не указана 1723 дня]
С 1925 по 1938 год коммуна Вишинешть пласы Штефан чел Маре Кагульского уезда Королевства Румыния.
30 октября 1948 года населённый пункт получил статус поселка городского типа c собственным поселковым советом.
В советский период работал совхоз-завод «Вишнёвский» по выращиванию и переработке эфирномасличных культур, агропромышленного объединения «Молдэфирмаслопром», спроектированный Институтом «Севкавпищепром». Совхоз имел 2-е отделение вблизи сёл Садык и Шамалия.
На военно-топографической карте Российской империи на территории, которая относится к селу, отмечен хутор Борзешты.
В начале 1990-х годов пгт Вишнёвка был переведён в число сёл.
С 1999 по 2002 год являлось селом-резиденцией (административным центром) коммуны Вишнёвка, включавшее также село Шамалия.
30 июня 2017 года местный совет утвердил герб и флаг села, зарегистрированные указом Президента Республики Молдова.

## Местные власти
| Имя             | Срок полномочий                      | Политическая партия                                    | Примечания              |
| --------------- | ------------------------------------ | ------------------------------------------------------ | ----------------------- |
| Сержант Ион     | 16 апреля 1995 — 23 мая 1999         | Аграрно-демократическая партия Молдовы                 |                         |
| Инглис Петру    | 23 мая 1999 — 25 мая 2003            | Избирательный блок «Демократическая конвенция Молдовы» | Примар коммуны Вишнёвка |
| Сошенко Евгения | 25 мая 2003 — 3 июня 2007            | Партия коммунистов Республики Молдова                  |                         |
| Пысларь Андрей  | 3 июня 2007 — 5 июня 2011            | Демократическая партия Молдовы                         |                         |
| Пысларь Андрей  | 5 июня 2011 — 29 июня 2015           | Партия Коммунистов Республики Молдова                  |                         |
| Пак Ольга       | 29 июня 2015 — 20 октября 2019       | Либерально-демократическая партия Молдовы              |                         |
| Пак Ольга       | 20 октября 2019 — по настоящее время | Самовыдвиженец                                         |                         |

## Население
По данным переписи населения 2014 года, в селе Вишневка проживает 1324 человека (649 мужчин, 675 женщин).
Динамика численности населения:
| Год  | Население, чел. |
| ---- | --------------- |
| 1897 | 515             |
| 1930 | 1347            |
| 1969 | 2 000           |
| 1989 | 1 847           |
| 2004 | 1 603           |
| 2014 | 1 327           |

Этнический состав села по данным переписей населения 1930, 2004, 2014 годов:
| Этническая группа | 1897          | 1897          | 1930          | 1930          | 2004          | 2004          | 2014          | 2014          |
| Этническая группа | Число жителей | Число жителей | Число жителей | Число жителей | Число жителей | Число жителей | Число жителей | Число жителей |
| ----------------- | ------------- | ------------- | ------------- | ------------- | ------------- | ------------- | ------------- | ------------- |
| Молдаване         |               |               | 0             |               | 1220          | 76,11 %       | 1081          | 81,7 %        |
| Румыны            |               |               | 435           | 32,3 %        | 4             | 0,25 %        | 27            | 2 %           |
| Гагаузы           |               |               | 6             | 0,4 %         | 162           | 10,11 %       | 89            | 6,7 %         |
| Болгары           |               |               | 13            | 1 %           | 88            | 5,49 %        | 57            | 4,3 %         |
| Русские           |               |               | 14            | 1 %           | 65            | 4,05 %        | 33            | 2,5 %         |
| Украинцы          |               |               |               |               | 52            | 3,24 %        | 27            | 2 %           |
| Поляки            |               |               |               |               | 1             | 0,06 %        |               |               |
| Евреи             |               |               | 76            | 5,6 %         | 1             | 0,06 %        |               |               |
| Немцы             |               |               | 803           | 59,6 %        |               |               |               |               |
| Прочие            |               |               |               |               | 11            | 0,69 %        | 10            | 0,8 %         |
| Всего             | 535           | 535           | 1347          |               | 1603          |               | 1324          |               |

## Известные уроженцы
- Тудор Виссарионович Марин (25 января 1945 – 26 май 2017) — молдавский писатель, советский диссидент. Автор книг «Высокое небо долгой осени»[36], «Norii lui Magellan»[37], «O logodna in zori»[38].
- Дидина Рогожинэ — доктор педагогических наук, доцент Института педагогических наук[39].

## Инфраструктура
На территории села действует собственное муниципальное предприятие коммунального хозяйства. 
Проведен водопровод и частично газифицировано.

#### Социальные объекты
- Гимназия имени Параскевы Вишневской
- Детский сад
- Дом Культуры
- Почта
- Библиотека
- Примэрия
- Мед.пункт

## Галерея

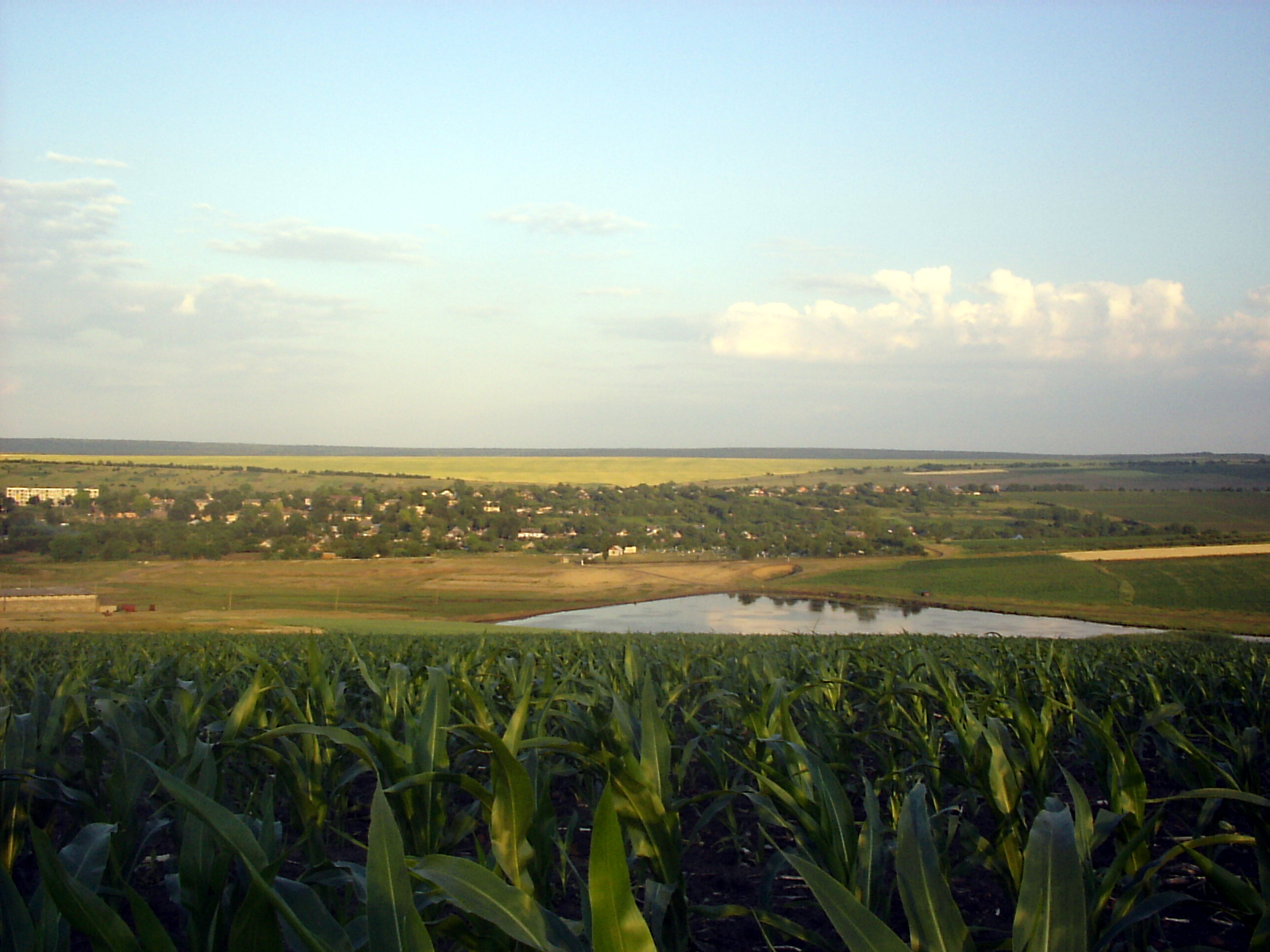
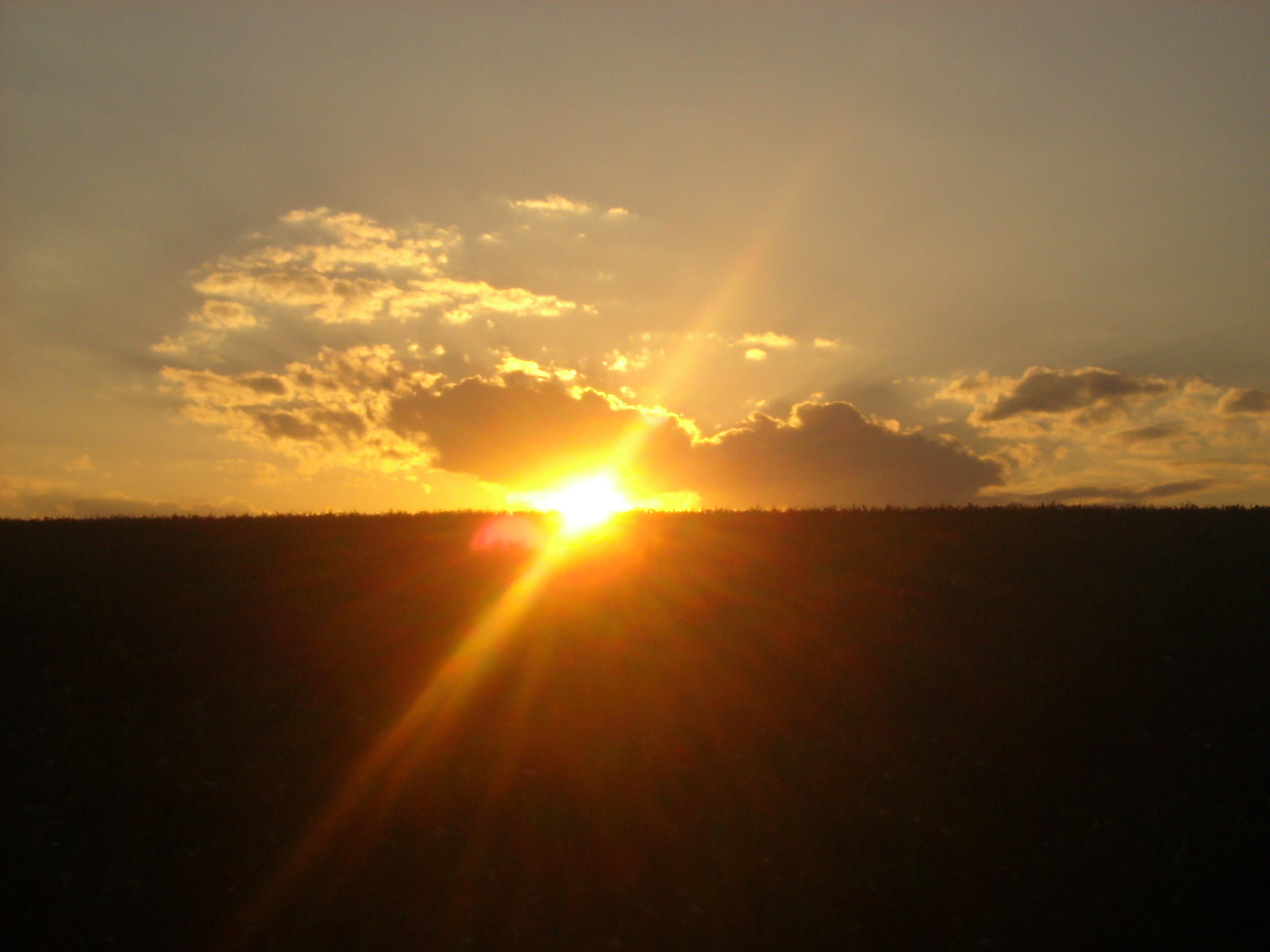
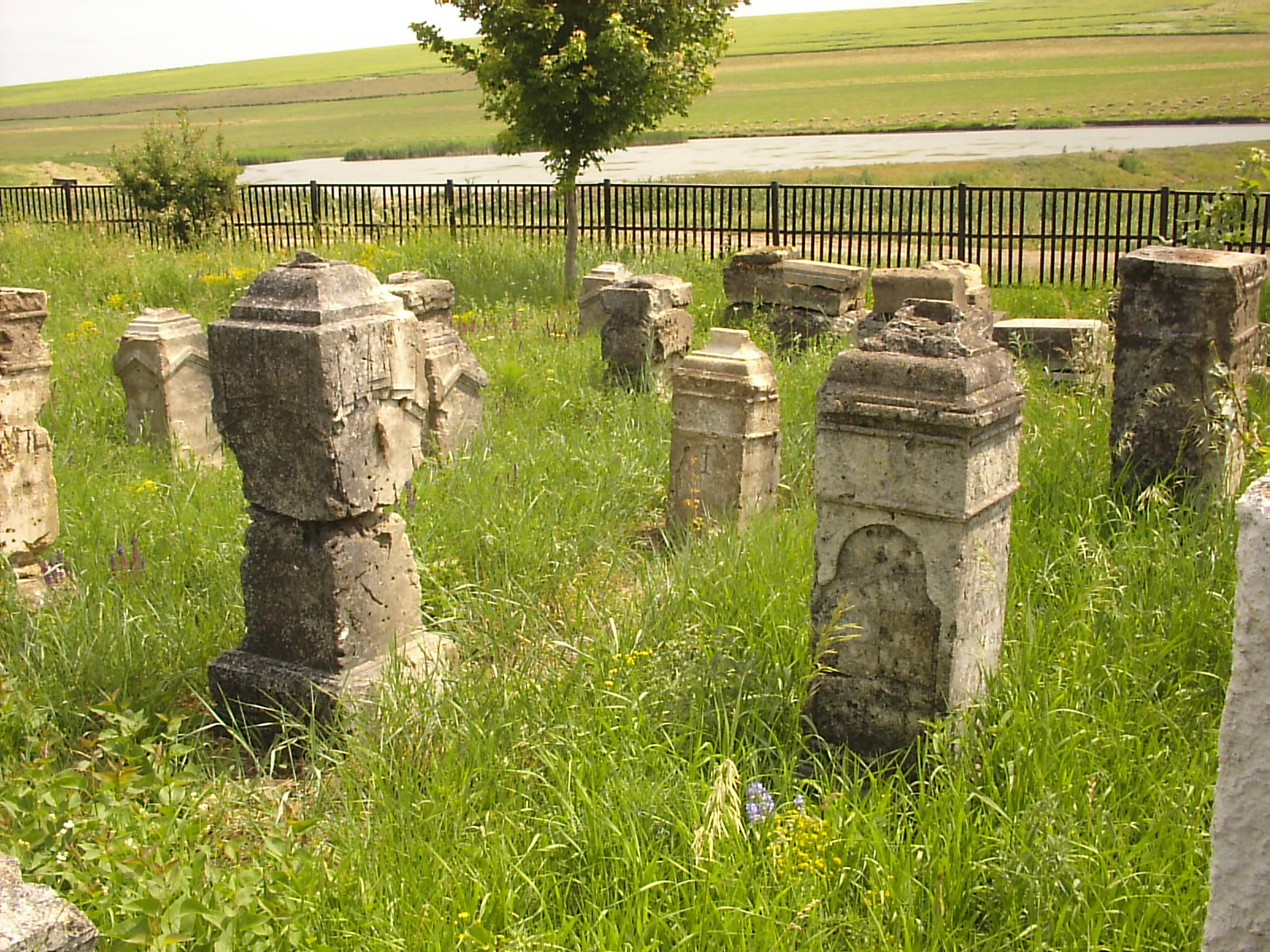
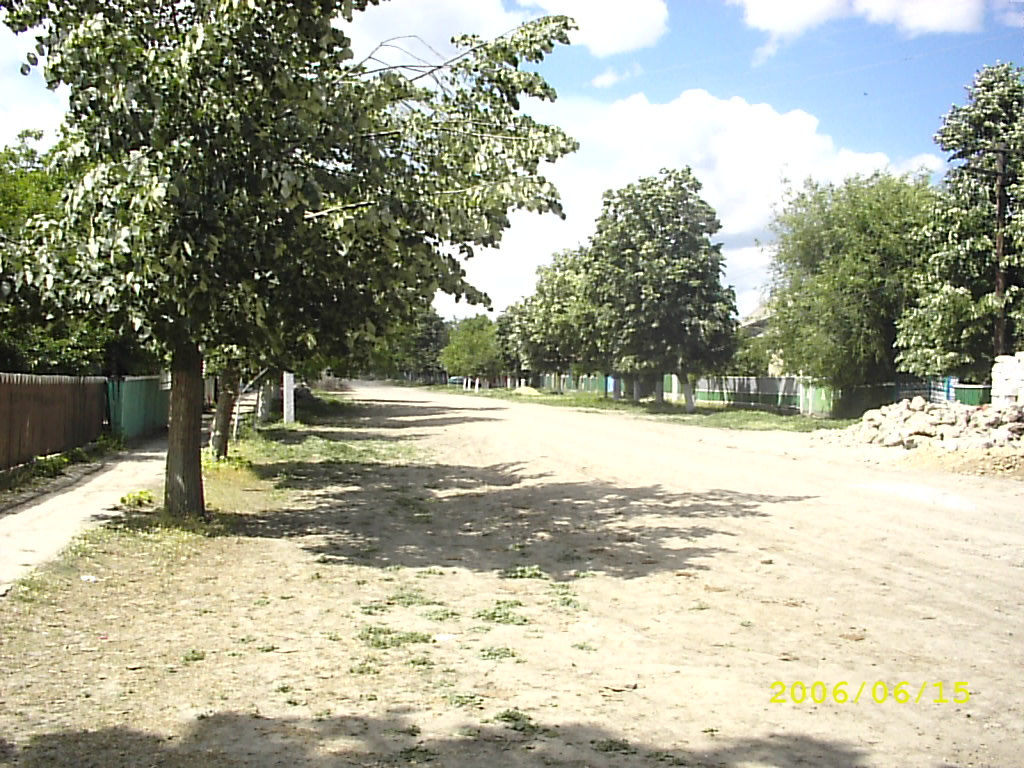
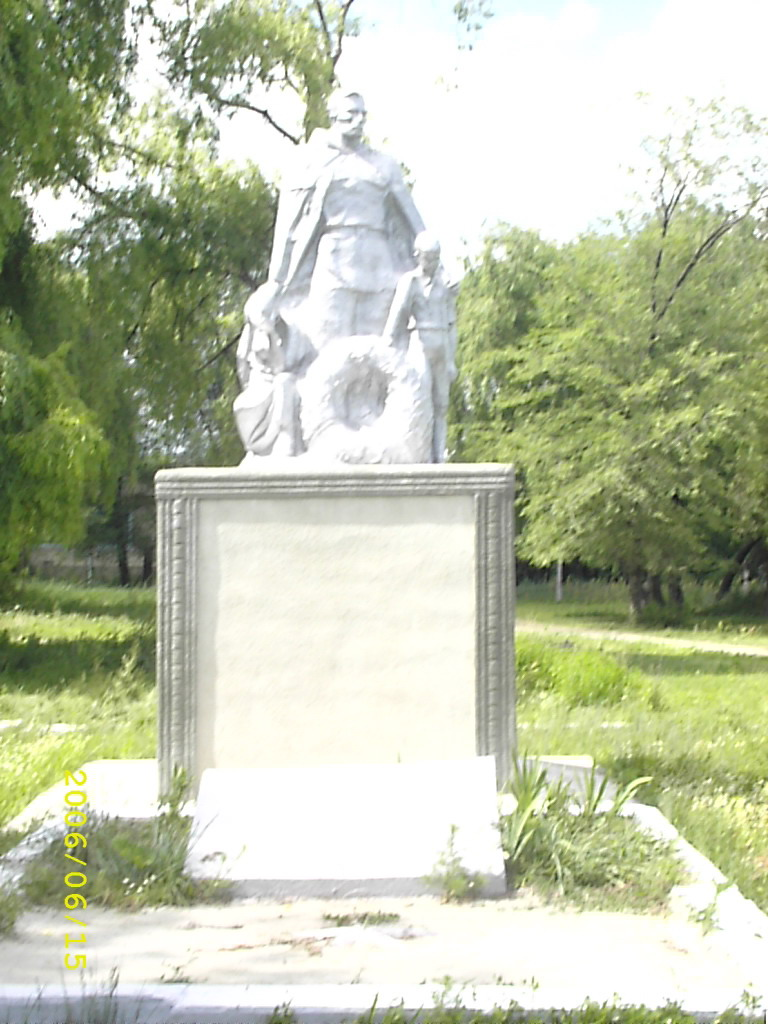

#### Автомобильные дороги
Через село проходит республиканская автомобильная дорога R35 (Комрат — Кантемир — R34) и начинается региональная автомобильная дорога G132 (R35 — Баймаклия — Тараклия де Салчие — R32).

## Коммуны-побратимы
- Стремц, Румыния (2016)[41]